# Gerhard Bruch
Gerhard Bruch (* 6. März 1936 in Kirberg; † 2. Juni 2019) war ein deutscher Politiker (SPD) und Abgeordneter des Hessischen Landtags.

## Ausbildung und Beruf
Gerhard Bruch studierte nach dem Abitur Rechtswissenschaften an den Universitäten Freiburg und Frankfurt am Main. Nach dem Abschluss der beiden Staatsexamen arbeitete er als Verwaltungsjurist beim Regierungspräsidenten in Wiesbaden, dem Landratsamt des Untertaunuskreises und im Hessischen Kultusministerium. Von 1971 bis 1978 war er stellvertretender Direktor beim hessischen Landkreistag. Daneben war er seit 1972 als Rechtsanwalt zugelassen sowie Justiziar des DRK-Kreisverbandes.
Gerhard Bruch war verheiratet und hatte 3 Kinder.

## Politik
Gerhard Bruch war seit 1963 Mitglied der SPD und dort ab 1965 Mitglied des Kreisvorstandes. Als Vorsitzender der Gemeindevertretung Aarbergen (von 1971 bis 2006) war er kommunalpolitisch tätig. Auf Kreisebene (zunächst im Untertaunuskreis, ab 1977 im Rheingau-Taunus-Kreis) gehörte er von 1986 bis 1985, mit Unterbrechungen, dem Kreistag an, zeitweise als Vorsitzender der SPD-Fraktion. Von 1977 bis 1981 und von 1985 bis 1989 war er Kreisbeigeordneter. Vom 1. Dezember 1978 bis zum 17. Februar 1987 war er Mitglied im Hessischen Landtag. Er wurde 1983 im Wahlkreis Rheingau-Taunus II gewählt.

## Ehrungen
- 1986: Ehrenbrief des Landes Hessen
- 1987: Bundesverdienstkreuz am Bande
- Ehrenbürger der Gemeinde Aarfelden sowie Ehrenvorsitzender der Gemeindevertretung